# Georg Harrys
Johann Georg Carl Harrys, auch: Johann Georg Karl Harrys, jüdisch  auch Herz David, (geboren 19. Januar 1780 in Hannover; gestorben 11. November 1838 ebenda) war ein deutscher Journalist und Schriftsteller.

## Leben
Georg Harrys war der Sohn des hannoverschen jüdischen Bankiers Salomon Michael David. Nach dem frühen Tod seiner Eltern wuchs Georg Harrys im französischen Nantes auf.
Während der sogenannten Franzosenzeit kehrte Harrys in seine Heimatstadt zurück, konvertierte am 21. März 1805 zum christlichen Glauben und ließ sich in der hainhölzer Marienkirche taufen. 1806 heiratete er in der Neustädter Hof- und Stadtkirche S. Johannis. Georg Harrys Ehefrau Marie Caroline Wilhelmine Keßler, Tochter des Königlichen Leibchirurgen Keßler, gebar den Sohn Georg Hippolyt Hermann Harry.
Nach dem Ende der französischen Besatzung arbeitete Harrys bis 1816 in Hannover zunächst als „Militärhospital-Inspektor“, wechselte dann aber zur Schriftstellerei und zum Journalismus.
1830 begleitete Harrys den italienischen Geiger Niccolò Paganini auf einer Konzerttournee vom 6. Juni bis 1. Juli durch norddeutsche Städte, neben Hannover insbesondere nach Hamburg und Bremen. Im selben Jahr veröffentlichte er sein Journal Paganini in seinem Reisewagen ..., das später das Interesse der Musikhistoriker fand.

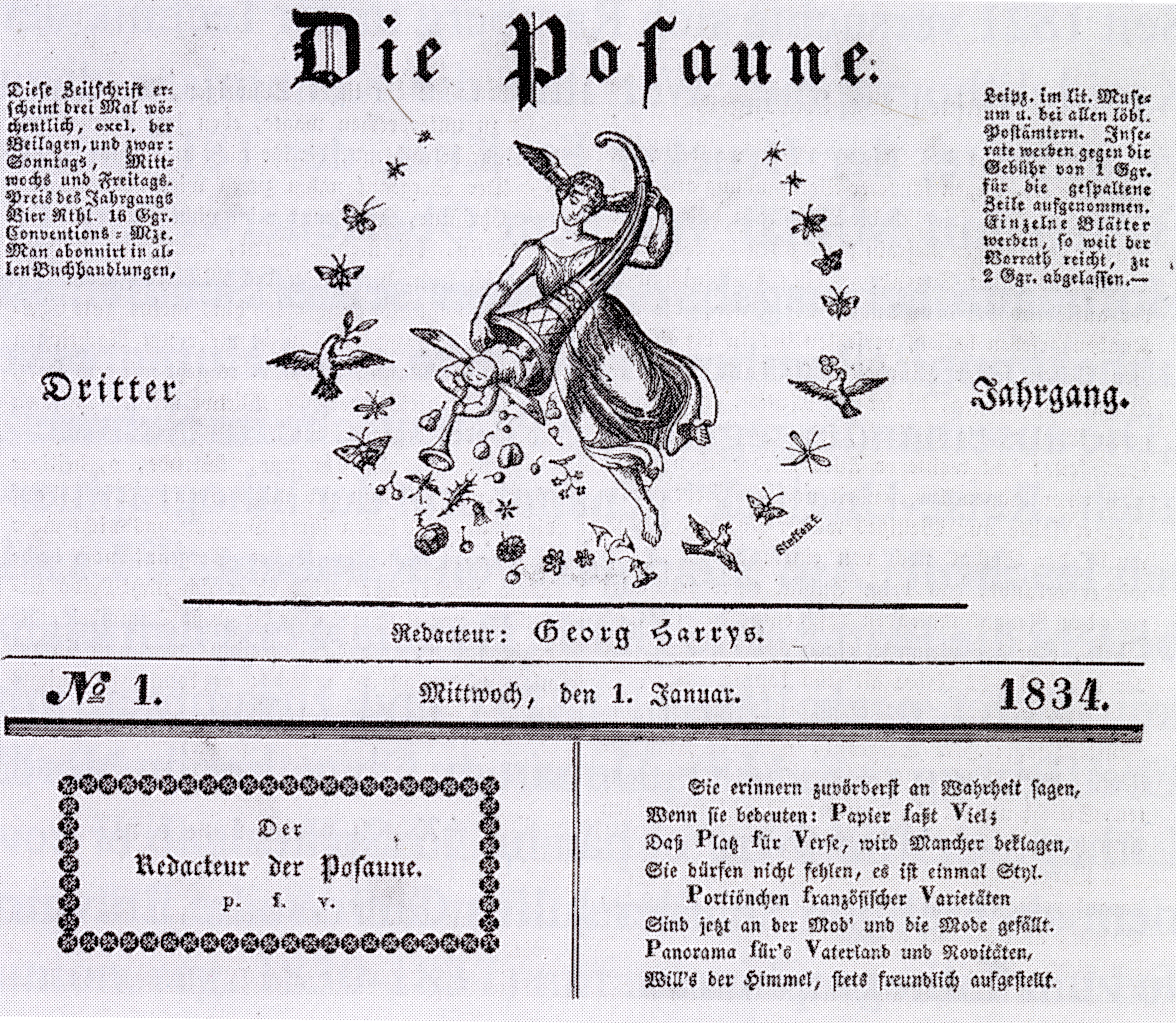
Titel der Zeitschrift Die Posaune vom 1. Januar 1834;
Holzstich von C. H. Steffen nach Johann Heinrich Ramberg

Im Jahr darauf gründete Georg Harrys die Kunst- und Literaturzeitschrift Die Posaune, deren erste Ausgabe am 2. Oktober 1831 erschien. Zu tagesaktuellen Anlässen schrieb er Anekdoten, Charaden, Epigramme und Gedichte, wie etwa zur Einweihung des Schützenhauses, zur Enthüllung der Waterloosäule und zu Veranstaltungen in den Herrenhäuser Gärten. Er verfasste ein „Kaiserbuch“, das Napoleon Bonaparte gewidmet war, schrieb einige Komödien und führte eine rege Korrespondenz.
Ab 1838 führte sein Sohn Hermann die Zeitschrift Die Posaune fort.

## Schriften
- Paganini in seinem Reisewagen und Zimmer, in seinen redseligen Stunden, in gesellschaftlichen Zirkeln, und seinen Concerten / aus dem Reisejournale von Georg Harrys. Vieweg Braunschweig 1830
  - nach dem Original-Druck von 1830, neu hrsg. und kommentiert von Heinrich Sievers. Schneider, Tutzing 1982, ISBN 3-7952-0364-3
  - Niccolò Paganini. Journals & Jottings, Etc. Trans. Leon Escudier. Hrsg. Harold Day. Summit, NJ: Hobart Press 2002, ISBN 978-0-9579365-1-5
- Taschenbuch dramatischer Blüthen. Hannover 1825–26.
- Blitzableiter für melancholische Gewitterschauer. Allen Hypochondristen, Kopfhängern, u[sw]. aufrichtigst geweihet. Hannover: in Commission Hahn 1823.
- Politisches Quodlibet oder musikalische Probecharte. Eine neue Oper mit alten Gesängen, in drey Acten. Hannover: Ludwig Pockwitz 1813 (Google Books).

## Nachlass
Im Stadtarchiv Hannover findet sich durch den Schriftverkehr von Harrys eine umfangreiche Autographensammlung, die durch den Sohn fortgeführt wurde.